# David C. Bernvi
David Christopher Bernvi (MSc, marinbiolog), född 24 juni 1985, är en svensk författare, bloggare, förläggare, lärare och hajexpert från Kungälv, bosatt i Stockholm.  

## Studietiden
Bernvi studerade marinbiologi på Gullmarsgymnasiet i Lysekil under det naturvetenskapliga programmet 2001-2004. Under 2004 fortsatte han sedan sina studier inom marinbiologi vid Lunds universitet men hoppade av efter en termin. Under 2012 påbörjade Bernvi studier vid Stockholms universitet där han tog en masterexamen i marinbiologi 2016. 
Under gymnasieåren arbetade även Bernvi tillfälligt på Göteborgs Naturhistoriska Museum under vertebratavdelningen. Under sin tid vid museet hjälpte Bernvi till med artbestämning och preparering av fisksamlingarna. Hans arbete bestod primärt av att restaurera Malmska fisksamlingen. Bernvi deltog dock även i en rad andra verksamheter däribland prepareringen av en 4,6 meter lång rävhaj Alopias vulpinus.
Under 2004 bidrog även Bernvi med uppgifter om vattentemperaturen i Gullmarsfjorden då en vitfenad oceanhaj Carcharhinus longimanus från Skredsvik, Gullmarsfjorden hittades död. Informationen tillkom Göteborgs Naturhistoriska Museums samlingar och museets årstryck.

## Karriär

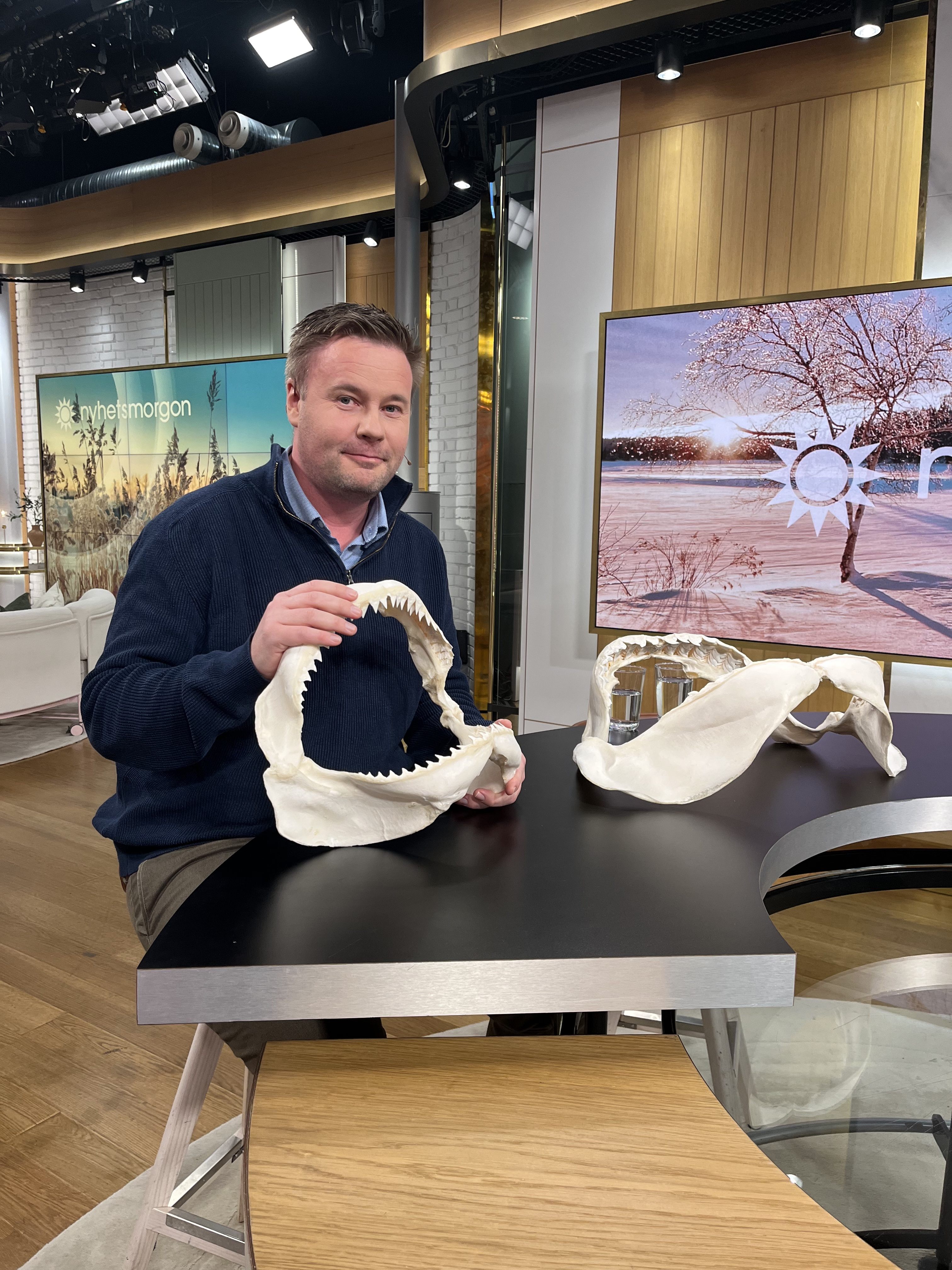
David Bernvi berättar om hajattacker i TV4 Nyhetsmorgon.

Bernvi arbetar på Naturhistoriska Riksmuseet vid enheten för miljöanalys- och forskning.. Bernvi gjorde sitt kandidatexamensarbetet vid Stockholms universitet 2015. Arbetet visade att vithajen inte kommer att utsträcka sin utbredning till svenska vatten på grund av förhöjd vattentemperatur fram till åtminstone år 2100.  
Under 2015 beskrev Bernvi tillsammans med två andra forskare fyra arter av ädelstensmaskar i familjen Isodiametridae. Artikeln utkom i Zoologica Scripta. Bernvi började därefter studera vithaj i Sydafrika 2015 i samband med sitt masterarbete. Han gjorde sin masteruppsats vid KwaZulu-Natal Sharks Board i Durban i Sydafrika och Stockholms universitet. Masteruppsatsen beskriver hur vithajens varmblodighet varierar under tillväxten. Från detta arbete resulterade bland annat forskning på Otodus megalodon som utkom 2022. Forskningen visar hur stor megalodon kunde bli genom en 3D-modell. Studien fick stort medialt genomslag i hela världen .  
Bernvi har publicerat bokverket Guide till världens hajar, Hajar: en spännande faktabok, Valar: en spännande faktabok och Vithajen i Medelhavet för att nämna några titlar. Han är författare till 10 populärvetenskapliga böcker (2025) som främst rör hajar och valar. En omfattande monografi om vithajen utkom 2014.  
Sedan 2008 har han varit aktiv som hajexpert i Sydafrika, framför allt för att utbilda svenskar om vithajen under safariresor. Bernvi är efterfrågad som föreläsare.   
Sedan 2009 har Bernvi arbetat som frilansande skribent; bland tidningarna han arbetat för finns Ny Teknik och den numera nerlagda tidningen DYK där han var krönikör. Han har också skrivit under en längre period för Allt om Vetenskap. 

## Debattör inom miljöfrågor
Bernvi var medgrundare till Svenska Hajföreningen 2005 och dess ordförande 2006–2010. Syftet med föreningen var att skydda hajar och rockor från utrotning i Sverige. Bernvi har aktivt arbetat för att hindra försäljning av hajfenssoppa i Sverige genom debattartiklar.. Han har också visat kritik mot bottentrålning och de negativa effekter som fisket har på de marina ekosystemen. Utrotningen av arter är en annan fråga Bernvi lyft och hur detta påskyndar spridningen av infektionssjukdomar genom zoonoser. Under 2024 utkom boken Arter utan framtid som beskriver hur ett sjätte massutdöende riskerar att utrota alla större djurarter inklusive människan.     

### Fotnoter
1. ↑  GNM årsberättelse 2004
2. ↑  Personal, Fiskar
3. ↑  Vertebratavdelningens verksamhet 2004[död länk]
4. ↑  ”David Bernvi | Naturhistoriska riksmuseet”. www.nrm.se. https://www.nrm.se/mot-vara-medarbetare/medarbetare/david-bernvi. Läst 14 juni 2024.
5. ↑  Bernvi, D (2015). Sven O. Kullander. red. [DOI: 10.13140/2.1.3009.5686 ”Var finns vithajen?”]. Stockholms Universitet. DOI: 10.13140/2.1.3009.5686.
6. ↑  Kånneby, T. Bernvi, D. C., Jondelius, U. (2014). Distribution, delimitation, and description of species of Archaphanostoma (Acoela). Zoologica Scripta (online first). doi:10.1111/zsc.12092
7. ↑  Bernvi, David C. Ontogenetic Influences on Endothermy in the Great White Shark (Carcharodon carcharias). doi:10.13140/RG.2.1.2888.5367. https://www.researchgate.net/publication/301230398_Ontogenetic_Influences_on_Endothermy_in_the_Great_White_Shark_Carcharodon_carcharias. Läst 29 augusti 2016.
8. ↑  Cooper, Jack A.; Hutchinson, John R.; Bernvi, David C.; Cliff, Geremy; Wilson, Rory P.; Dicken, Matt L. (2022-08-19). ”The extinct shark Otodus megalodon was a transoceanic superpredator: Inferences from 3D modeling” (på engelska). Science Advances 8 (33):  sid. eabm9424. doi:10.1126/sciadv.abm9424. ISSN 2375-2548. PMID 35977007. PMC: PMC9385135. https://www.science.org/doi/10.1126/sciadv.abm9424. Läst 28 september 2022.
9. ↑  Press, Associated (17 augusti 2022). ”Ancient megalodon shark could eat a whale in a few bites, research suggests” (på engelska). the Guardian. https://www.theguardian.com/environment/2022/aug/17/ancient-megalodon-shark-could-eat-a-whale-in-a-few-bites-research-suggests. Läst 28 september 2022.
10. ↑  Sottile, Zoe (20 augusti 2022). ”The extinct superpredator megalodon was big enough to eat orcas, scientists say” (på engelska). CNN. https://www.cnn.com/2022/08/20/world/megalodon-giant-shark-discovery-scn-trnd/index.html. Läst 28 september 2022.
11. ↑  Elbein, Asher (17 augusti 2022). ”The Megalodon Was Bigger, Faster and Even Hungrier” (på amerikansk engelska). The New York Times. ISSN 0362-4331. https://www.nytimes.com/2022/08/17/science/how-big-was-megalodon.html. Läst 28 september 2022.
12. ↑  Bernvi, David (2014). Vithajen: Carcharodon carcharias. Läst 29 april 2015
13. ↑  ”VithajSafari.se - Dykning med vithaj och andra hajar i Sydafrika”. vithajsafari. https://www.vithajsafari.se/. Läst 29 april 2025.
14. ↑  ”David C Bernvi — Författarförmedling”. Författarcentrum — Författarförmedling. https://forfattarformedling.se/forfattare/david-c-bernvi/. Läst 29 april 2025.
15. ↑  ”Temadag om hajar! | Naturhistoriska riksmuseet”. www.nrm.se. https://www.nrm.se/vart-utbud/kalendarium/kalenderhandelser/2024-10-17-temadag-om-hajar. Läst 29 april 2025.
16. ↑  ”Kampen mot artdöden | Naturhistoriska riksmuseet”. www.nrm.se. https://www.nrm.se/vart-utbud/kalendarium/kalenderhandelser/2024-11-19-kampen-mot-artdoden. Läst 29 april 2025.
17. ↑  ”Hajlexikon”. DYK. https://dyk.net/artikel/863/hajlexikon. Läst 2 november 2018.
18. ↑  ”Erlandsson måste rädda hajarna”. www.expressen.se. https://www.expressen.se/debatt/erlandsson-maste-radda-hajarna/. Läst 28 september 2022.
19. ↑  ”Hur kan hajfenssoppa vara tillåten i Sverige?”. www.aftonbladet.se. https://www.aftonbladet.se/a/eKKvXl. Läst 28 september 2022.
20. ↑  ””Stoppa det förgörande industrifisket med trål” | SvD Debatt”. Svenska Dagbladet. 4 oktober 2022. ISSN 1101-2412. https://www.svd.se/a/4oz6Xe/debattorer-stoppa-det-forgorande-industrifisket-med-tral. Läst 5 september 2024.
21. ↑  ””HaV misslyckas med sitt uppdrag” | SvD Debatt”. Svenska Dagbladet. 14 oktober 2022. ISSN 1101-2412. https://www.svd.se/a/7665j4/debattorer-hav-misslyckas-med-sitt-uppdrag. Läst 5 september 2024.
22. ↑  ”DEBATT: Mpox är ännu ett smittoutbrott som orsakas av skövling av naturen”. Göteborgs-Posten. 26 augusti 2024. https://www.gp.se/debatt/mpox-ar-annu-ett-smittoutbrott-som-orsakas-av-skovling-av-naturen.34c2b6a4-b999-4157-83a3-8180e2df11cf. Läst 5 september 2024.